# Аранте де Корсје
Аранте де Корсје (фр. Arrentès-de-Corcieux) насеље је и општина у североисточној Француској у региону Лорена, у департману Вогези која припада префектури Сен Дије де Вогез.
По подацима из 2011. године у општини је живело 170 становника, а густина насељености је износила 10,0 становника/km². Општина се простире на површини од 17 km². Налази се на средњој надморској висини од 720 метара (максималној 960 m, а минималној 580 m).

## Демографија
| 1962. | 1968. | 1975. | 1982. | 1990. | 1999. | 2011. |
| ----- | ----- | ----- | ----- | ----- | ----- | ----- |
| 151   | 213   | 144   | 127   | 165   | 185   | 170   |

График промене броја становника у току последњих година